# Every Sunday
Every Sunday is een korte film uit 1936 onder regie van Felix E. Feist. De destijds twee beginnende jonge zangeressen Judy Garland en Deanna Durbin hebben de hoofdrol in de film.
De film diende als een manier waarop de studio kon beslissen welke actrice ze zouden contracteren, aangezien Louis B. Mayer het niet nodig vond twee jonge zangeressen aan te nemen. Garland werd aangenomen en Durbin werd ontslagen. Ze kreeg echter al snel een contract bij Universal Studios.
De film verscheen als toegift op de regio 1-dvd For Me and My Gal.

## Verhaal
Edna's grootvader begeleidt een kleine koor die elke zondag een concert geeft in het park. Echter, aan een lak aan een publiek dreigen de concerten afgelast te worden. Judy en Deanna proberen dit te voorkomen en proberen daarom een publiek te lokken.